# Campeonato Paulista de Futebol de 2014 - Série A3
O Campeonato Paulista de Futebol da Série A3 de 2014 foi a 61.ª edição da terceira divisão do futebol paulista. Os quatro primeiros tiveram o acesso para a Série A2 de 2015 e os 4 últimos foram rebaixados para a série A4.

## Regulamento

### Primeira fase
A Série A3 será disputada por 20 clubes que se enfrentam entre si em turno único, ao final das 19 rodadas, os oito primeiros colocados avançam para a Segunda Fase, e os quatro últimos rebaixados à Segunda Divisão de 2015.

### Segunda fase
Os oito classificados serão divididos em dois grupos de quatro jogando entre si em turno e returno. Os dois primeiros de cada grupo serão classificados para a Série A2 de 2015, já o primeiro colocado de cada grupo se classificarão para a fase final da competição.

### Fase final
Na fase final da competição, os primeiros colocados de cada grupo da Semifinal jogarão entre si em turno e returno, sagrando-se campeão o que somar o maior número de pontos ganhos, considerados exclusivamente os resultados obtidos nesta fase.

### Critérios de desempate
Caso haja empate de pontos entre dois clubes, os critérios de desempates serão aplicados na seguinte ordem:
1. Número de vitórias
2. Saldo de gols
3. Gols marcados
4. Menor número de cartões vermelhos recebidos
5. Menor número de cartões amarelos recebidos
6. Sorteio público na sede da FPF

## Participantes
| Equipe                 | Cidade                  | Em 2013              | Estádio                        | Capacidade | Títulos            |
| ---------------------- | ----------------------- | -------------------- | ------------------------------ | ---------- | ------------------ |
| Água Santa             | Diadema                 | 2º (Segunda Divisão) | José Batista Pereira Fernandes | 5 000      | 0 (não possui)     |
| América                | São José do Rio Preto   | 16º (Série A3)       | Teixeirão                      | 32 936     | 0 (não possui)     |
| Cotia                  | Cotia                   | 4° (Segunda Divisão) | Euclides de Almeida            | 5 000      | 0 (não possui)     |
| Flamengo               | Guarulhos               | 5º (Série A3)        | Antônio Soares de Oliveira     | 6 235      | 1 (2008)           |
| Francana               | Franca                  | 12º (Série A3)       | José Lancha Filho              | 14 686     | 0 (não possui)     |
| Guaçuano               | Mogi Guaçu              | 15º (Série A3)       | Alexandre Augusto Camacho      | 5 000      | 0 (não possui)     |
| Independente           | Limeira                 | 8º (Série A3)        | Agostinho Prada                | 9 483      | 1 (1973)           |
| Inter de Limeira       | Limeira                 | 7º (Série A3)        | José Levy Sobrinho             | 18 000     | 1 (1986)           |
| Juventus               | São Paulo               | 19º (Série A2)       | Rua Javari                     | 5 000      | 3 (último em 2007) |
| Matonense              | Matão                   | 1º (Segunda Divisão) | Hudson Buck Ferreira           | 14 500     | 1 (1996)           |
| Noroeste               | Bauru                   | 17º (Série A2)       | Alfredo de Castilho            | 16 300     | 1 (1995)           |
| Novorizontino          | Novo Horizonte          | 14º (Série A3)       | Jorge Ismael de Biase          | 16 000     | 0 (não possui)     |
| Rio Preto              | São José do Rio Preto   | 10º (Série A3)       | Anísio Haddad                  | 14 126     | 2 (último em 1999) |
| Santacruzense          | Santa Cruz do Rio Pardo | 20º (Série A2)       | Leônidas Camarinha             | 6 000      | 1 (1962)           |
| São Carlos             | São Carlos              | 18º (Série A2)       | Luis Augusto de Oliveira       | 10 000     | 0 (não possui)     |
| São José dos Campos[a] | São José dos Campos     | 9º (Série A3)        | Francisco Marques Figueira [b] | 3 445      | 0 (não possui)     |
| Sertãozinho            | Sertãozinho             | 6º (Série A3)        | Frederico Dalmazo              | 7 860      | 2 (último em 2004) |
| Taubaté                | Taubaté                 | 11º (Série A3)       | Joaquim de Morais Filho        | 9 600      | 1 (2003)           |
| Tupã                   | Tupã                    | 3° (Segunda Divisão) | Alonso de Carvalho Braga       | 5 515      | 0 (não possui)     |
| Votuporanguense        | Votuporanga             | 13º (Série A3)       | Plínio Marin                   | 7 464      | 0 (não possui)     |

a.^  O CA Joseense mudou seu nome para São José dos Campos FC. 
b. ^  O Estádio Martins Pereira está fechado para reformas, com isso o São José dos Campos jogará no estádio Francisco Marques Figueira em Suzano.

## Locais de disputa

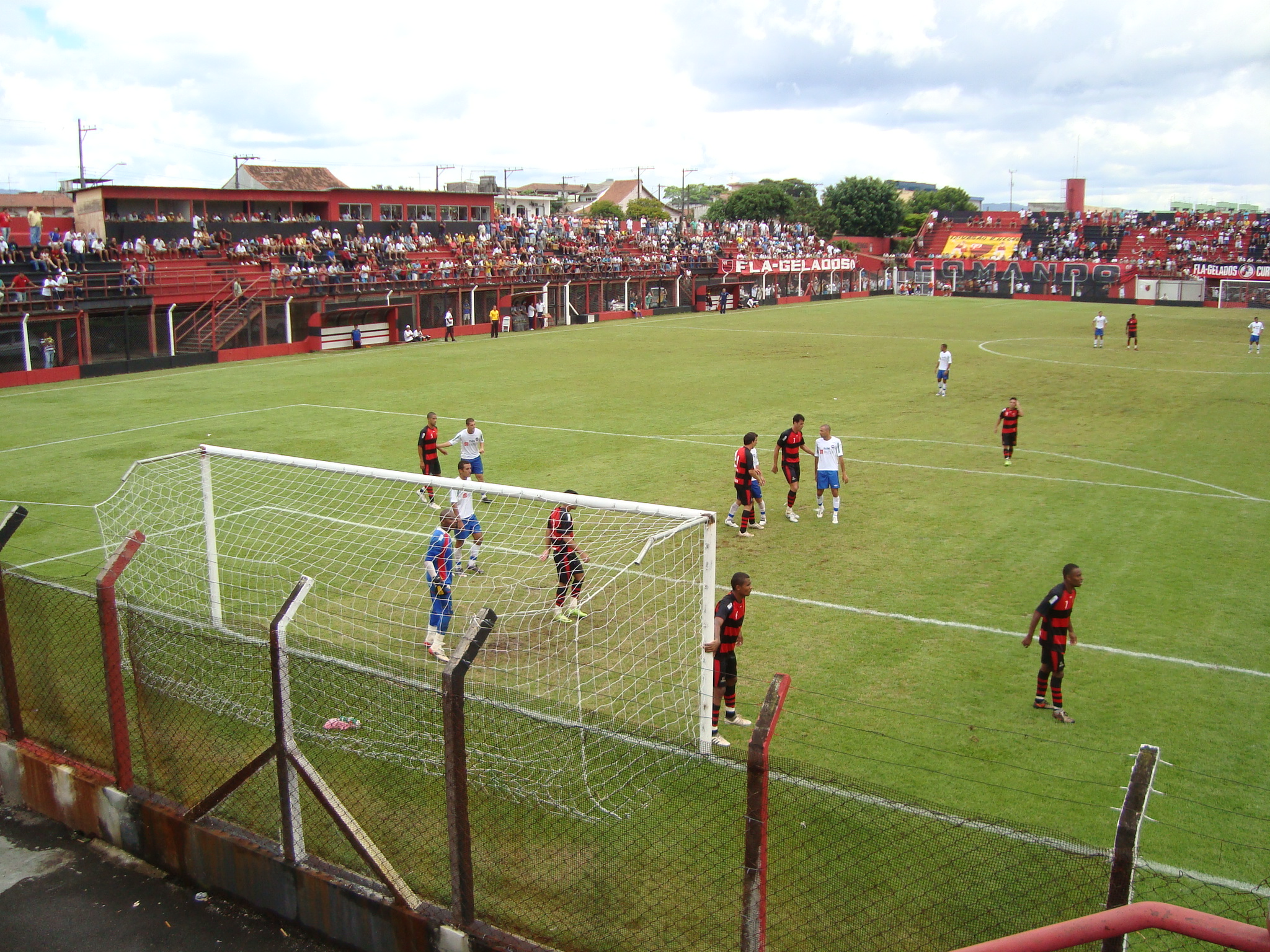
Antônio Soares de Oliveira
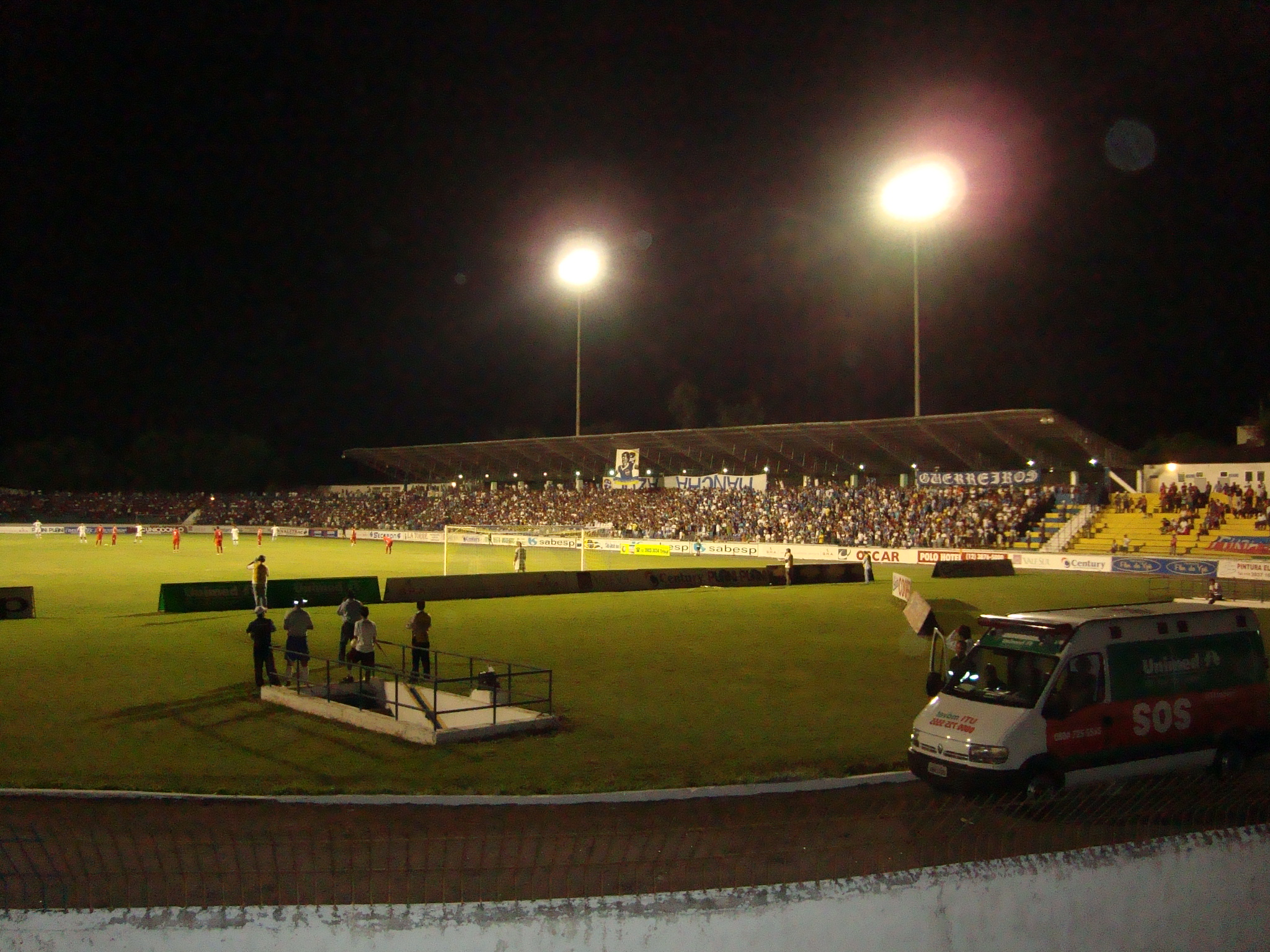
Martins Pereira
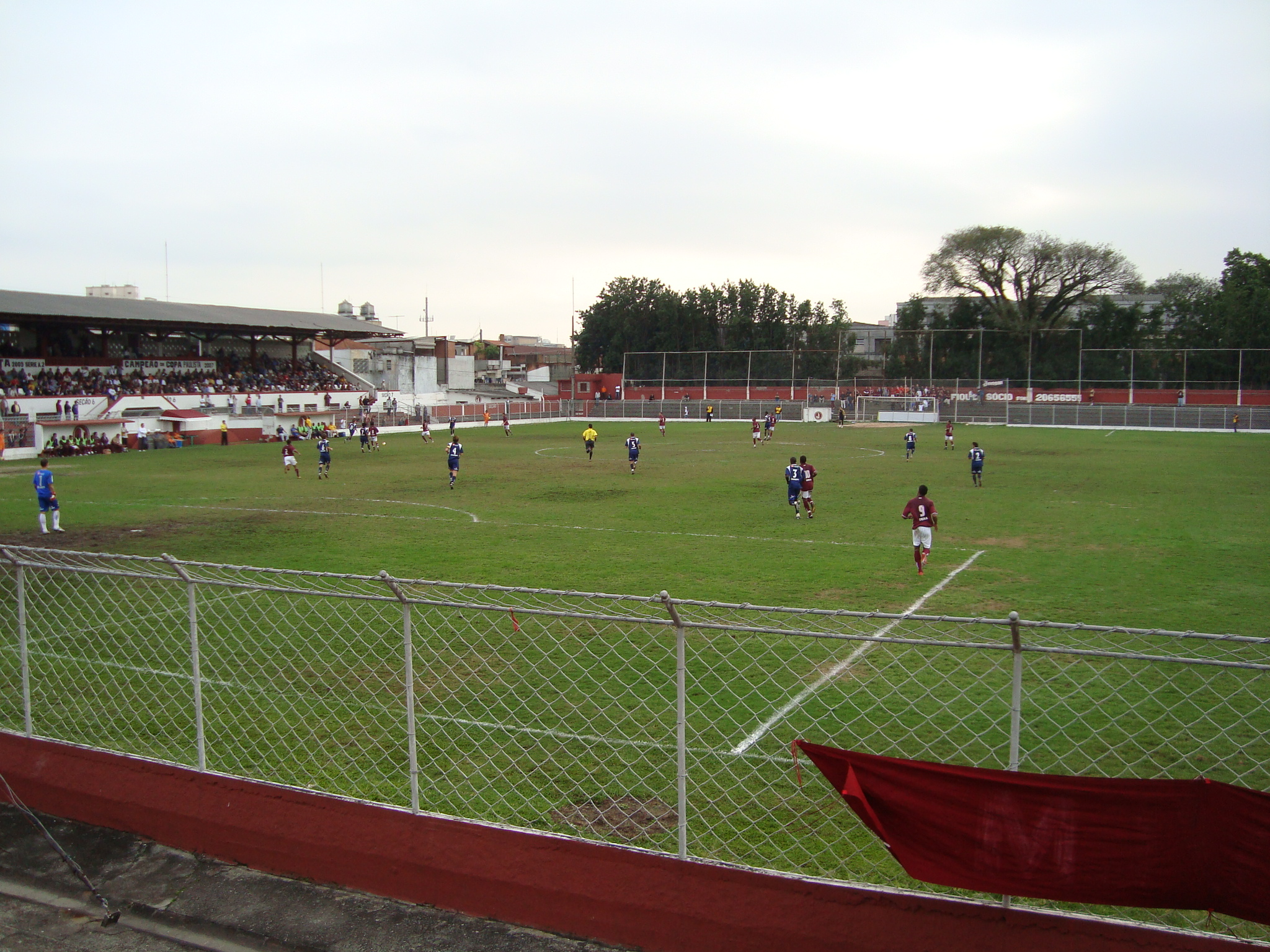
Rua Javari
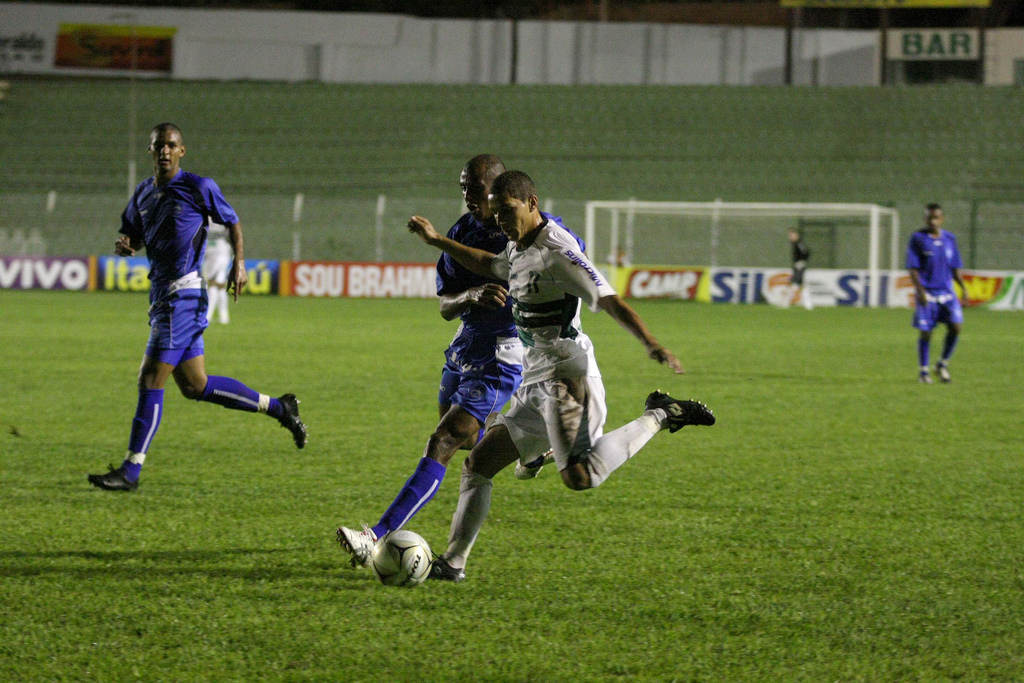
Anísio Haddad

## Classificação
| 1 | Rio Preto        | 40 | 19 | 12 | 4 | 3  | 38 | 24 | +14 | 70.1% |
| 2 | Novorizontino    | 34 | 19 | 9  | 7 | 3  | 38 | 23 | +15 | 59.6% |
| 3 | Joseense         | 34 | 19 | 9  | 7 | 3  | 30 | 15 | +15 | 59.6% |
| 4 | Inter de Limeira | 33 | 19 | 10 | 3 | 6  | 27 | 19 | +8  | 57.8% |
| 5 | Matonense        | 33 | 19 | 9  | 6 | 4  | 30 | 22 | +8  | 57.8% |
| 6 | Água Santa       | 32 | 19 | 9  | 5 | 5  | 25 | 20 | +5  | 56.1% |
| 7 | Sertãozinho      | 30 | 19 | 8  | 6 | 5  | 25 | 24 | +1  | 52.6% |
| 8 | Independente-SP  | 29 | 19 | 7  | 8 | 4  | 24 | 18 | +6  | 50.8% |
| 9 | Votuporanguense  | 27 | 19 | 7  | 6 | 6  | 26 | 23 | +3  | 47.3% |
| 10 | Flamengo-SP      | 25 | 19 | 6  | 7 | 6  | 23 | 19 | +4  | 43.8% |
| 11 | Taubaté          | 25 | 19 | 6  | 7 | 6  | 31 | 28 | +3  | 43.8% |
| 12 | Tupã             | 24 | 19 | 6  | 6 | 7  | 28 | 29 | -1  | 42.1% |
| 13 | Juventus-SP      | 23 | 19 | 5  | 8 | 6  | 24 | 24 | 0   | 40.3% |
| 14 | Cotia            | 23 | 19 | 5  | 8 | 6  | 19 | 25 | -6  | 40.3% |
| 15 | Santacruzense    | 21 | 19 | 6  | 3 | 10 | 19 | 27 | -8  | 36.8% |
| 16 | Francana         | 20 | 19 | 5  | 5 | 9  | 25 | 35 | -10 | 35.0% |
| 17 | São Carlos       | 18 | 19 | 4  | 6 | 9  | 26 | 32 | -6  | 31.5% |
| 18 | América-SP       | 16 | 19 | 3  | 7 | 9  | 23 | 33 | -10 | 28.0% |
| 19 | Noroeste         | 13 | 19 | 3  | 4 | 12 | 22 | 40 | -18 | 22.8% |
| 20 | Guaçuano         | 11 | 19 | 2  | 5 | 12 | 17 | 39 | -22 | 19.2% |
| Pts – Pontos ganhos; J – Jogos; V - Vitórias; E - Empates; D - Derrotas; GP – Gols pró; GC – Gols contra; SG – Saldo de gols |                  |    |    |    |   |    |    |    |     |       |

|  |                                      |
|  | Classificação à segunda fase         |
|  | Eliminados na primeira fase          |
|  | Rebaixados à Segunda Divisão de 2015 |

## Desempenho por rodada
Clubes que lideraram o campeonato ao final de cada rodada:
| Rodadas | Rodadas | Rodadas | Rodadas | Rodadas | Rodadas | Rodadas | Rodadas | Rodadas | Rodadas | Rodadas | Rodadas | Rodadas | Rodadas | Rodadas | Rodadas | Rodadas | Rodadas | Rodadas |
| ------- | ------- | ------- | ------- | ------- | ------- | ------- | ------- | ------- | ------- | ------- | ------- | ------- | ------- | ------- | ------- | ------- | ------- | ------- |
| 1       | 2       | 3       | 4       | 5       | 6       | 7       | 8       | 9       | 10      | 11      | 12      | 13      | 14      | 15      | 16      | 17      | 18      | 19      |
| TAU     | VOT     | RPR     | SJC     | NOV     | NOV     | RPR     | RPR     | RPR     | RPR     | RPR     | RPR     | RPR     | RPR     | RPR     | RPR     | RPR     | RPR     | RPR     |

Clubes que ficaram na Lanterna no campeonato ao final de cada rodada:
| Rodadas | Rodadas | Rodadas | Rodadas | Rodadas | Rodadas | Rodadas | Rodadas | Rodadas | Rodadas | Rodadas | Rodadas | Rodadas | Rodadas | Rodadas | Rodadas | Rodadas | Rodadas | Rodadas |
| ------- | ------- | ------- | ------- | ------- | ------- | ------- | ------- | ------- | ------- | ------- | ------- | ------- | ------- | ------- | ------- | ------- | ------- | ------- |
| 1       | 2       | 3       | 4       | 5       | 6       | 7       | 8       | 9       | 10      | 11      | 12      | 13      | 14      | 15      | 16      | 17      | 18      | 19      |
| SZN     | MAT     | AGS     | AGS     | NOR     | NOR     | NOR     | NOR     | NOR     | NOR     | NOR     | NOR     | NOR     | NOR     | GUA     | GUA     | GUA     | GUA     | GUA     |